# 大平勉
大平 勉（おおひら つとむ、1961年4月6日 - ）は、日本のキーボーディスト、マニピュレーター、作曲家、編曲家、神奈川県出身。

## 略歴
幼い頃からクラシックピアノを習い、中学生の時、バンドを結成し活動。高校時代バンド“政府高官”に加入。寺内たけし賞などを受賞。音楽の道を志す。その後、桐ヶ谷仁のバンドに誘われたのがきっかけで、音楽の仕事を開始。森口博子、森川美穂、奥井雅美、林原めぐみ、水樹奈々等への楽曲提供、アニメソングの作曲・編曲を担う。スタジオ・ミュージシャン、水樹奈々のライブ・バックバンド「cherry boys」のキーボーディスト。古くからとんねるずと交流があり、木梨憲武の音楽ユニット｢あじさい｣のキーボーディストとして活動中。

## 楽曲提供

### 水樹奈々
- 「おんなになあれ」編曲　（作詞・作曲：飛鳥涼）（カバー曲）
- 「リプレイマシン -custom-」共編曲　（作詞・作曲：志倉千代丸/編曲：大平勉・礒江俊道）（ゲーム「想い出にかわる君〜Memories Off〜」 OPテーマ）
- 「HONEY FLOWER」共編曲　（作詞：佐藤麗・古澤尚子/作曲：本間昭光/編曲：本間昭光・大平勉）
- 「恋してる…」作曲・編曲 （作詞：水樹奈々）（「PS2・Xboxゲーム「ビストロ・きゅーぴっと2」主題歌）
- 「innocent starter」作曲・編曲 （作詞：水樹奈々）（「魔法少女リリカルなのは」オープニングテーマ）
- 「それでも君を想い出すから -again-」編曲　（作詞・作曲：志倉千代丸）
- 「THEME OF MAGIC ATTRACTION」作曲・編曲
- 「フリースタイル」共編曲　（作詞：岩本真也/作曲：本間昭光/編曲：本間昭光・大平勉）
- 「STAND」共作詞・共作曲・共編曲　（作詞：矢吹俊郎・大平勉/作曲：矢吹俊郎・大平勉/編曲：矢吹俊郎・大平勉）
- 「deep sea」作曲・編曲　（作詞：津田和恵）
- 「オルゴールとピアノと -holy style-」編曲　（作詞・作曲：志倉千代丸）
- 「あの日夢見た願い」作曲・編曲　（作詞：津田和恵）
- 「宝物」作曲・編曲　（作詞：NAOKO）
- 「砂漠の海」作曲・編曲　（作詞：矢吹俊郎）
- 「JET PARK」共編曲　（作詞：水樹奈々/作曲：飯田高広/編曲：飯田高広・大平勉）
- 「Nocturne -revision-」編曲　（作詞・作曲：志倉千代丸）
- 「ひまわり」共編曲　（作詞：NAOKO/作曲：本間昭光/編曲：本間昭光・大平勉）
- 「refrain -classico-」共編曲　（作詞・作曲：矢吹俊郎/編曲：矢吹俊郎・大平勉）
- 「大好きな君へ」作曲・編曲 （作詞：矢吹俊郎）
- 「そよ風に吹かれて．．」作曲・編曲 （作詞：矢吹俊郎）
- 「Independent Love Song」作曲・編曲 （作詞：水樹奈々）
- 「パノラマ-Panorama-」共編曲　（作詞：水樹奈々/作曲：本間昭光/編曲：本間昭光・大平勉）
- 「It's in the bag」編曲　（作詞：矢吹俊郎/作曲：北島健二）
- 「M・A・M・A」作曲・編曲　（作詞：NAOKO）
- 「空時計」作曲・編曲　（作詞：SAYURI）

### 林原めぐみ
- 「TOO LATE」作曲・編曲（作詞：松葉美保）
- 「Give a reason」編曲（作詞：有森聡美、作曲：佐藤英敏）（アニメ「スレイヤーズNEXT」オープニングテーマ）
- 「I'll be there」Ballade Version 編曲（作詞：MEGUMI、作曲：佐藤英敏）
- 「Plenty of grit」編曲（作詞：MEGUMI、作曲：佐藤英敏）（アニメ「スレイヤーズREVOLUTION」オープニングテーマ）
- 「Get along 〜SelfTag Version〜」編曲

#### 林原めぐみ・奥井雅美
- 「Get along」編曲（歌：林原めぐみ&奥井雅美）（アニメ「スレイヤーズ」オープニングテーマ）
- 「眠れない夜は…」編曲（作詞：有森聡美、作曲：佐藤英敏）

#### 林原めぐみ・水谷優子（Drink）
- 「夢にLet's doing」作曲・編曲（作詞：有森聡美）

#### 林原めぐみ・白鳥由里・平松晶子
- 「いっしょに」作曲・編曲（作詞：奥井雅美）

## レコーディング参加
- JUNKO『THE SPLENDOR』（1986年）（松本孝弘、鳴瀬喜博らと共演）